# Джоунс (окръг, Мисисипи)
Вижте пояснителната страница за други населени места с името Джоунс.
Окръг Джоунс (на английски: Jones County) е окръг в щата Мисисипи, Съединени американски щати. Площта му е 1813 km², а населението - 64 958 души (2000). Административни центрове са градовете Лоръл и Елисвил.